# Konstancja Czartoryska
Konstancja Czartoryska   (Varsòvia, 29 de gener de 1696 - Malchitsi, 27 d'octubre de 1759) va ser una szlachta polonesa, coneguda com la mare del rei Estanislau August Poniatowski. Va exercir un paper polític com a fil conductor de la família (Poniatowski.
Era filla del magnat Kazimierz Czartoryski i Izabela Elżbieta Morsztyn. Va rebre una educació d'estil francès. Konstancja es va casar amb Estanislau August el 14 de setembre de 1720. El matrimoni va ser concertat amb l'ajuda de Jakub Henryk Flemming com a aliança entre la família Poniatowski i Czartoryski. Després del matrimoni, assistia freqüentment a la cort reial.
Konstancja Czartoryska va adquirir una gran influència en la família i va ser descrita com a impulsora de la carrera política de la seva parella i els seus germans. Mitjançant les connexions que va fer a la cort, va poder beneficiar-se de la carrera dels seus germans. Segons va dir, va convèncer August Czartoryski de deixar la feina imperial. A l'interregne i a les eleccions reials després de la mort del rei August II el 1733, Konstancja Czartoryska, juntament amb la seva mare i Zofia Czartoryski, són descrites com les persones més influents del Partit Familiar. L'ambaixador francès va iniciar negociacions amb ella sobre l'elecció de Stanisław Leszczyński en relació amb Estanislau Poniatowski i Józef Potocki.
El setembre del 1733, va abandonar Varsòvia amb la seva família i va passar la guerra de successió polonesa a Gdańsk. Es descriu com una persona seriosa amb un interès en l'educació i la política i molt dedicada a la seva mare, i segons es va assegurar que se'ls ofereix una bona educació als seus fills, en contraposició al que sovint solia passar a la Polònia contemporània. El gener de 1736, va visitar Koszalin i va convèncer amb èxit Michał Czartoryski perquè donés suport a August III com a rei. Va tornar definitivament a Varsòvia el 1739.
Konstancja Czartoryska va dedicar una gran part del temps a la política, principalment per assegurar l'aliança entre la família del seu marit i un partit polític unit, i apareix representada al diari de Estanislau August com sempre assistint a les reunions familiars, on dirigia intervenia amb força en la política del partit; sovint recolzant Michał Czartoryski, però referint els seus esclats emocionals i discutint els temes amb un to més constructiu amb August Czartoryski. El 1743, es va veure involucrada en l'escàndol, quan Kazimierz va desafiar un duel a Adam Tarła després d'haver ballat amb l'esposa de Tarla. Després que el fill es escapés del primer duel il·lès, va dir que el seu fill preferiria veure'l mort que no pas cobert de vergonya. Això va provocar el segon duel, en què va morir Tarla al famós duel de Marymont. El 1745, va resoldre el conflicte entre Jerzy Ignacy Lubomirski i Czerniak Stanisławs i Antoni Lubomirski. El 1752, l'esposa de l'ambaixador francès, la comtessa de Broglie, l'acusava destar al darrere de l'enverinament de La Duperron de Castér i la descrivia com una persona capaç de qualsevol cosa. El 1753, va cridar el seu fill de tornada de França i li va donar suport a ser enviat a Rússia en cooperació amb Ch. H. Williams.
El 1755, va perdre la seva influència política en el partit polític familiar per la seva oposició a una participació polonesa a la Guerra dels Set Anys i la seva discordança amb els seus germans, que ja no respectaven les seves opinions. La mort de la mare va fer que caigués en depressió i que tingués un major interès per la religió.

## Cultura
- Va ser retratada en una novel·la de Maria Dernałowicz, "Portret Familia" (W. 1974)

## Fills
- Kazimierz Poniatowski - podkomorzy de la Corona
- Estanislau August Poniatowski - últim rei de Polònia
- Andrzej Poniatowski - Mariscal de camp austríac
- Michał Jerzy Poniatowski - últim Primat de Polònia (a la Primera República de Polònia)
- Izabella Poniatowska - esposa de Jan Klemens Branicki, i posteriorment d'Andrzej Mokronowski.